# Caradrina persica
Caradrina persica är en fjärilsart som beskrevs av Charles Boursin 1942. Caradrina persica ingår i släktet Caradrina och familjen nattflyn. Inga underarter finns listade i Catalogue of Life.